# Hypoconcha parasitica
Hypoconcha parasitica is een krabbensoort uit de familie Dromiidae. De wetenschappelijke naam is gepubliceerd in 1763 door Linnaeus.